# Bazylika katedralna Wniebowzięcia Najświętszej Maryi Panny w Kielcach
Bazylika katedralna Wniebowzięcia Najświętszej Maryi Panny – barokowa świątynia, z pozostałościami stylu romańskiego, zlokalizowana w centrum Kielc na „Wzgórzu Zamkowym”, jeden z najcenniejszych zabytków miasta. Obecnie kościół, dzwonnica oraz wieże sąsiedniego Pałacu Biskupów Krakowskich górują nad niską zabudową śródmieścia (obok katedry ciągnie się  czerwony szlak miejski prowadzący przez zabytkowe i ciekawe turystycznie miejsca Kielc.
Świątynia, kaplica ogrójcowa z 1760 r. oraz dzwonnica z połowy XVII w. jako zespół katedralny zostały wpisane do rejestru zabytków nieruchomych. W budynku znajduje się wiele zabytków ruchomych m.in. ołtarze, kielichy, monstrancje. Część z nich jest umieszczona w skarbcu i aby go zwiedzić należy wcześniej umówić się na wizytę. 

## Ważne daty z historii katedry
- 1171 – bp krakowski Gedeon ufundował niewielki kościół w stylu romańskim. Według Jana Długosza świątynia wzniesiona z ciosów kamiennych posiadała dwie przylegające do prezbiterium wieże.
- 1213 – bp krakowski Wincenty Kadłubek przeniósł istniejącą od XI wieku parafię z kościoła św. Wojciecha do kolegiaty przy jednoczesnym poświęceniu świątyni.
- 1244 – przypuszczalne spalenie kolegiaty przez księcia Konrada mazowieckiego.
- po 1244 – odbudowa świątyni i prawdopodobnie wymiana posadzki z ornamentowanych płytek ceramicznych.
- 1260 – zniszczenie kolegiaty przez Tatarów.
- 1295 – po odbudowie ze zniszczeń, Kielce otrzymały przywilej na obwarowanie miasta (także kolegiaty).
- 1514 - bp Jan Konarski dobudował kamienną zakrystię.
- 1583 – bp krakowski Piotr Myszkowski ukończył przedłużanie nawy w kierunku zachodnim. Kościół zaczął przybierać formę krzyża, którego ramię poprzeczne stanowiły wieże z małymi nawami bocznymi.
- ok. 1600 – Wojciech Piotrowski, audytor sądu biskupiego (krakowskiego) ofiarował kościołowi obraz z wizerunkiem Matki Boskiej Łaskawej.
- 1632-1635 – okres prac budowlanych przy prezbiterium i przedłużaniu naw. Zbudowano nawy boczne. Utworzenie nowego wejścia do budynku od strony północnej oraz wykonano marmurowe portale. Portal zachodni ufundował Jan Albrecht Waza.
- 1636 – ks. Stanisław Pancerius ufundował sukienkę z klejnotami, zdobiącą obraz Matki Boskiej Łaskawej.
- 1642 – erygowano Arcybractwo Różańcowe.
- 1647 – sprowadzono z katedry wawelskiej w Krakowie renesansowy ołtarz, który w XVIII wieku został przeniesiony z Kielc do Bodzentyna (znajduje się tam do dziś).
- 1710 – budowa ołtarzy św. Jana Kantego i św. Antoniego.
- 1719 – bp krakowski Kazimierz Łubieński wydał polecenie rozbiórki dwóch średniowiecznych wież i rozpoczęcie prac nad przebudową kościoła. Jego ideę kontynuował brat Bogusław wraz z ks. kanonikiem Weysem. Wyrównano wysokość sklepień, ujednolicono wygląd naw bocznych, poszerzono i wydłużono prezbiterium dobudowując od południa zakrystię, a od północy kapitularz ze skarbcem; obłożono część zewnętrznych murów ciosem kamiennym ze starego romańskiego kościoła.
- 10 kwietnia 1728 – konsekracja kolegiaty oraz połączenie jej krytym przejściem z Pałacem Biskupów Krakowskich i kościołem św. Trójcy.
- 1730 – Szymon Czechowicz, artysta malarz, namalował obraz Matki Boskiej Wniebowziętej – centralną część ołtarza głównego.
- 1726-1765 – krakowscy rzeźbiarze wykonali ołtarz główny oraz większość ołtarzy bocznych, ławki, ambony i loże biskupie.
- 1793 – pierwsze, a zarazem ostatnie przed rozbiorami obrady Sejmiku Ziemskiego woj. Sandomierskiego, które wcześniej odbywały się w opatowskiej kolegiacie.
- 1805 – kolegiata podniesiona do godności katedry.
- 1818 – powrót do tytułu kolegiaty z dodatkiem "insignis".
- 1827 – Jan Paweł Woronicz, bp krakowski rozebrał okalające kościół mury oraz kryty korytarz prowadzący do pałacu.
- 1850 – ks. Majerczak zarządził wyzłocenie kościelnych ołtarzy.
- 1869-1872 – bp krakowski Majerczak i jego następca Tomasz Kuliński (od 1882 r. bp kielecki) przeprowadzili gruntowne prace budowlane według projektu Franciszka Ksawerego Kowalskiego. Przebudowie uległy dzwonnice, wzniesiono nową sygnaturkę oraz elewację zachodnią i szczyt wschodni kościoła, dzięki czemu nabrał barokowego wyglądu. We wnętrzu dotychczasową kaplicę chrzcielną zamieniono na kruchtę, oddzielając ją od nawy północnej przepierzeniem oraz położono nową posadzkę z marmurów słopieckich i brudzkowskich.
- 1870 – rozebranie dalszej części krytego korytarza, prowadzącej do kościoła św. Trójcy.
- 1873 – wydzielenie z diecezji krakowskiej nowej diecezji kieleckiej, której centrum była kielecka kolegiata.
- 1883 – kolegiata ponownie podniesiona do godności katedry.
- 1892 – Tomasz Kuliński (bp kielecki) przeprowadził gruntowny remont katedry. Usunięto zewnętrzne tynki, zstępując je nowymi o szlachetnej fakturze, przebudowano gzymsy i ozdobiono metodą sztukateryjną sklepienia w pierwszych trzech przęsłach naw. Podwyższono poziom ołtarza głównego. Antoni Strzałecki wraz z braćmi ozdobił świątynię polichromią.
- 1894-1895 – na przedłużeniu nawy północnej, wzniesienie kaplicy Pana Jezusa kosztem kapitularza.
- 1898 – krakowscy artyści Stefan Matejko, Franciszek Bruzdowicz, Kasper Żelechowski, Leonard Strojnowski i kierujący pracami Piotr Niziński pokryli wnętrza katedry polichromią.
- 1912-1914 – zainstalowano nowe organy, przebudowano chór muzyczny, sklepienia prezbiterium oraz położono w nim nową polichromię. Przemalowanie kaplicy Pana Jezusa (Franciszek Nowakowski).
- 1939 – pokryto część dachu świątyni blachą miedzianą.
- 1945-1948 – pokryto resztę dachu oraz wybito od południa nowe wejście i przyozdobiono je marmurowym portalem.
- 1949 – wzmocnienie absydy prezbiterium.
- 1950-1951 – konserwacja polichromii.
- 1953 – odnowiono ambonę i odnowiono ołtarz św. Jana Kantego.
- 1955 – przyozdobienie świątyni Tryptykiem Łagiewnickim.
- 28 września 1971 – uroczyste obchody 800-lecia świątyni. Nadanie jej honorowego tytułu bazyliki mniejszej oraz udostępnienie turystom skarbca i podziemia katedralnego.
- 1982 – bazylika katedralna uznana za Ogólnodiecezjalne Sanktuarium Maryjne.
- 1984-1986 – umieszczenie pamiątkowych tablic poświęconych ofiarom i uczestnikom ostatnich zmagań o utrzymanie i odzyskanie wolności w latach 1939–1945.
- 1990-1991- rozpoczęto prace przy urządzaniu pl. Jana Pawła II oraz odnowiono zewnętrzne lica ścian bazyliki katedralnej.
- 3 czerwca 1991 – koronacja obrazu Matki Boskiej Łaskawej przez papieża Jana Pawła II.
- 2007 – modernizacja pl. Jana Pawła II oraz budowa nowego ołtarza na tym placu, wymiana pokrycia dachowego świątyni

## Organy
Szafa organowa pochodzi z organów Ignacego Foglera z 1768 roku. W 1911 firma Rieger wybudowała nowe organy 30-głosowe o 2 manuałach, zachowując starą szafę. Obecny instrument, to wynik przebudowy dawnych organów tej firmy przez firmę Zygmunta Kamińskiego z Warszawy, w latach 1969-1970. Dokonano wtedy poszerzenia i przekonstruowania dyspozycji, dodając trzeci manuał. Zwiększono również skalę manuałów (C-a3) i pedału (C-f3). Wprowadzono również trakturę elektro-pneumatyczną, wstawiono nowy kontuar i boczne segmenty piszczałek. Ostatni remont instrumentu wykonała firma Zakłady Organowe Zych.
Dyspozycja instrumentu:
| Manuał I                | Manuał II                 | Manuał III                     | Pedał                |
| Hauptwerk               | Oberwerk                  | Schwellwerk                    |                      |
| ----------------------- | ------------------------- | ------------------------------ | -------------------- |
| 1. Prinzipal 16’ *      | 1. Amabilis 16’ *         | 1. Bourdon 16' *               | 1. Majorbass 32’ **  |
| 2. Prinzipal 8’ *       | 2. Geigenprinzipal 8’ *   | 2. Prizipal Amabile 8’         | 2. Principalbass 16’ |
| 3. Viola da Gamba 8’ *  | 3. Flûte Harmonique 8’ *  | 3. Konzertflöte 8’             | 3. Violonbass 16’    |
| 4. Salicional 8’ *      | 4. Lieblich Gedackt 8’    | 4. Gedackt 8’                  | 4. Subbas 16’        |
| 5. Hohlflöte 8’ *       | 5. Octave 4’ *            | 5. Gambe 8’                    | 5. Octavbass 8’      |
| 6. Doppelflöte 8’ *     | 6. Flûte Octaviante 4’ *  | 6. Aeoline 8’ *                | 6. Cello 8’          |
| 7. Octave 4’ *          | 7. Nasard 2 2/3’          | 7. Vox Coelestis 8’ *          | 7. Bassflöte 8’      |
| 8. Rorhflöte 4’ *       | 8. Flautino 2’ *          | 8. Traversflöte 4’             | 8. Pousaune 16’      |
| 9. Superoctave 2’ *     | 9. Terz 1 3/5’            | 9. Piccolo 2’                  | 9. Trompetenbass 8’  |
| 10. Cornett III-V fach* | 10. Progressio II-IV fach | 10. Harmonia Aetheria IV fach* |                      |
| 11. Mixtur VI fach*     | 11. Clarinette 8’         | 11. Trompet 8’                 |                      |
| 12. Trompet 8’ *        |                           | 12. Oboe 8’                    |                      |
|                         |                           | 13. Vox Humana 8’              |                      |

## Dzwony
W wieży Katedry znajdują się:
- 24 dzwonowy kurant odlany w holenderskiej pracowni Petit & Fritsen, który co godzinę wygrywa melodie.
- 2 dzwony zegarowe
- 6 dzwonów kołysanych, w tym 2 spoczywające na parterze.

Na poziomie zegara zawieszone są 4 dzwony. Jeden z nich został odlany w 1899, a trzy pozostałe w 2007. zastąpiły one 2 zabytkowe instrumenty, obecnie nieużywane.
| Imię                 | Ton | Waga (kg)   | Średnica (cm) | Rok Odlania | Ludwisarz                          |
| -------------------- | --- | ----------- | ------------- | ----------- | ---------------------------------- |
| św. Stanisław Kostka | g'  | ok. 700 kg  | 105 cm        | 2007        | Ludwisarnia Felczyńskich, Taciszów |
| św. Kazimierz        | f'  | ok. 970 kg  | 117 cm        | 2007        | Ludwisarnia Felczyńskich, Taciszów |
| prawdopodobnie Jezus | d'  | ok. 1800 kg | 148 cm        | 1899        | Antoni Zwoliński, Warszawa         |
| Jan Paweł II         | c'  | ok. 2400 kg | 157 cm        | 2007        | Ludwisarnia Felczyńskich, Taciszów |

## Galeria

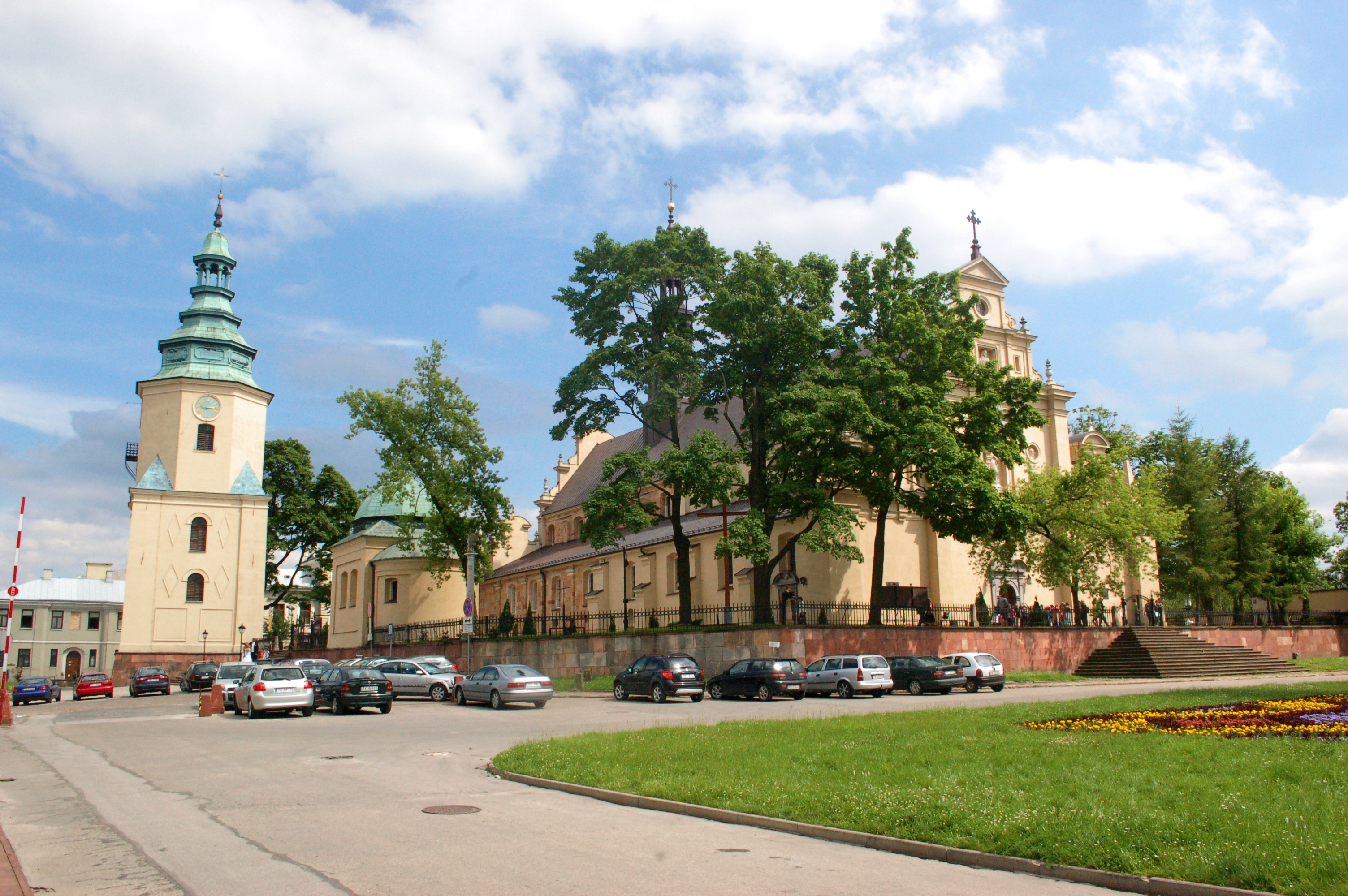
Widok z północnego zachodu (2010)
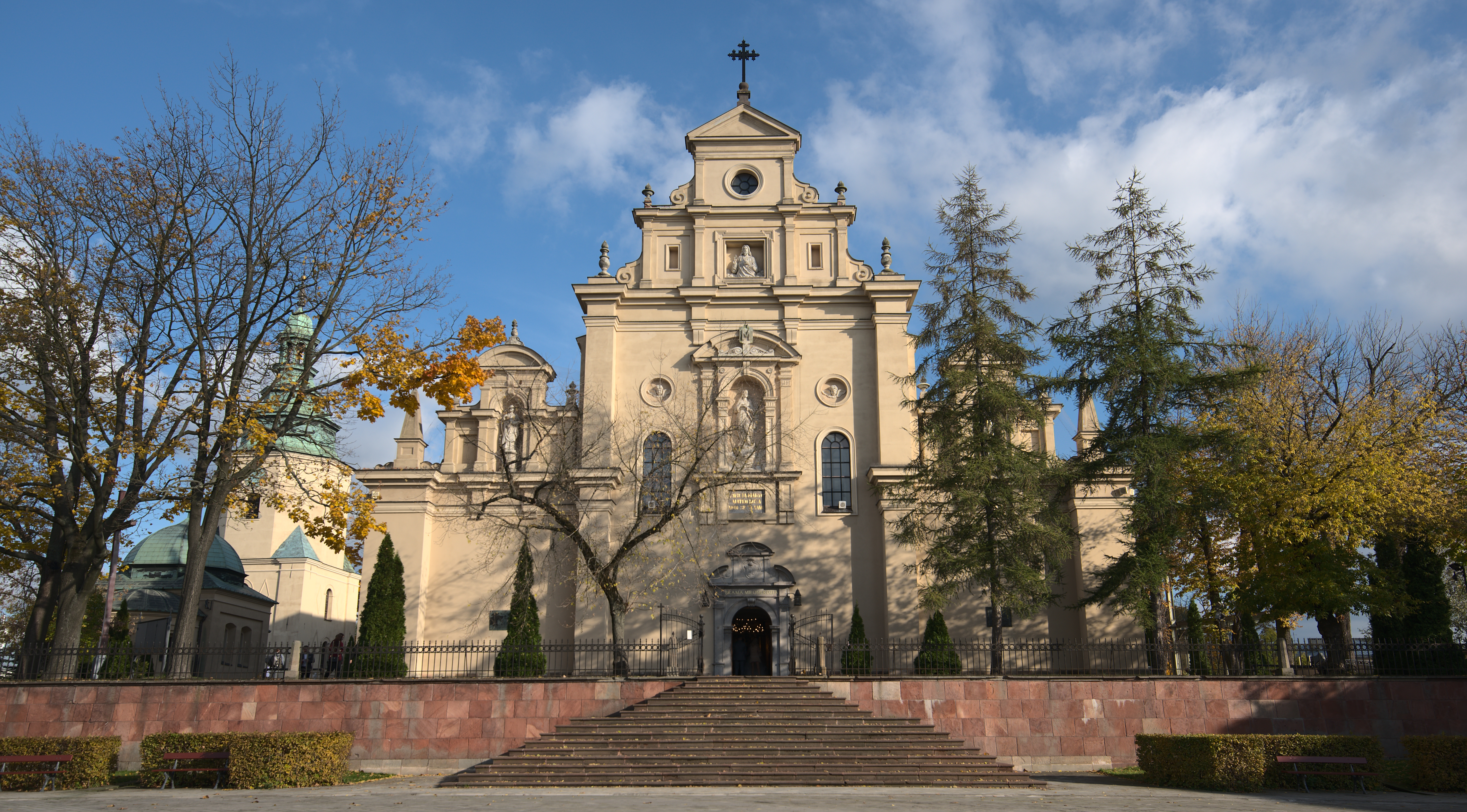
Fasada (2020)
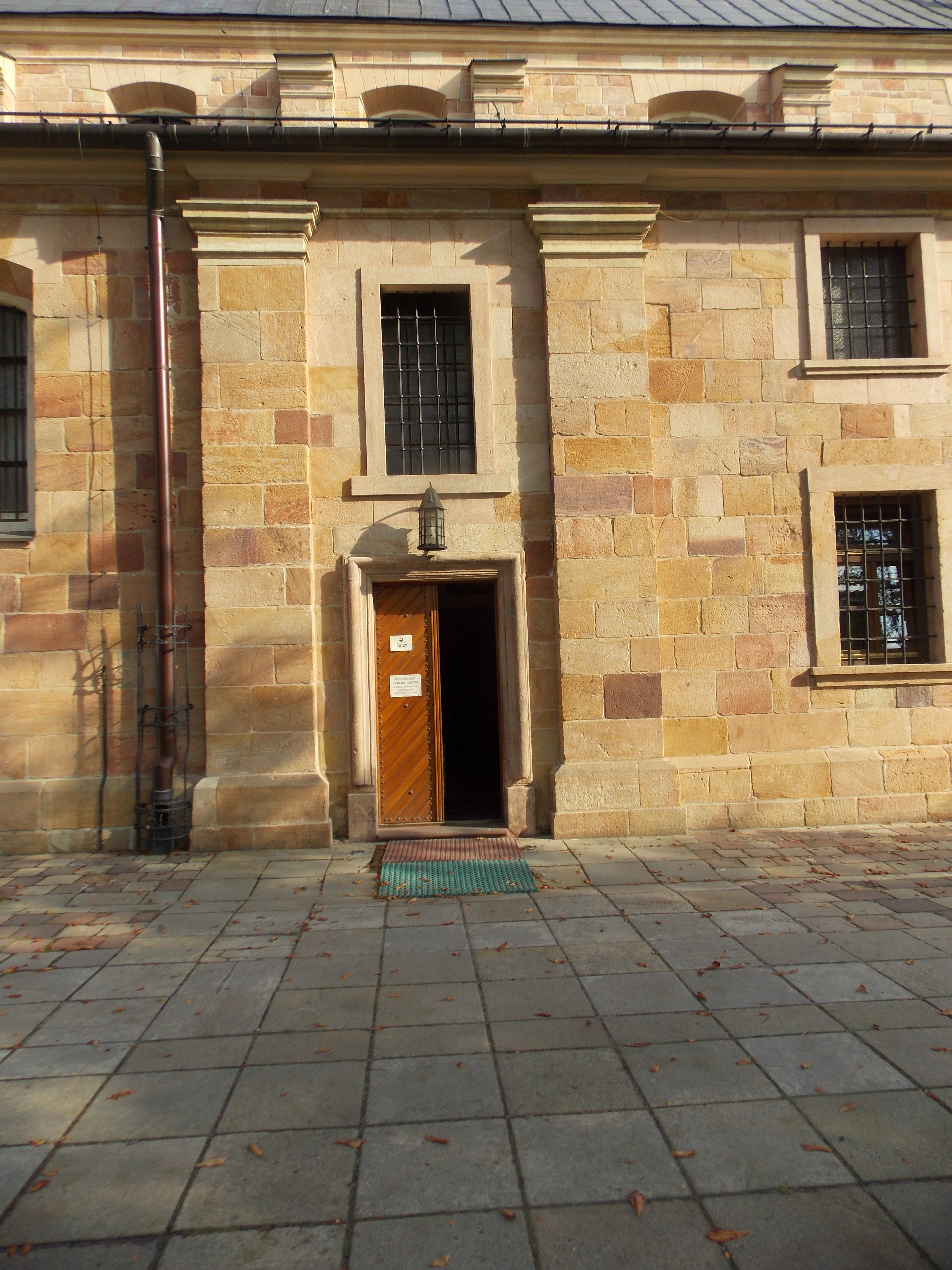
Wejście boczne (2013)
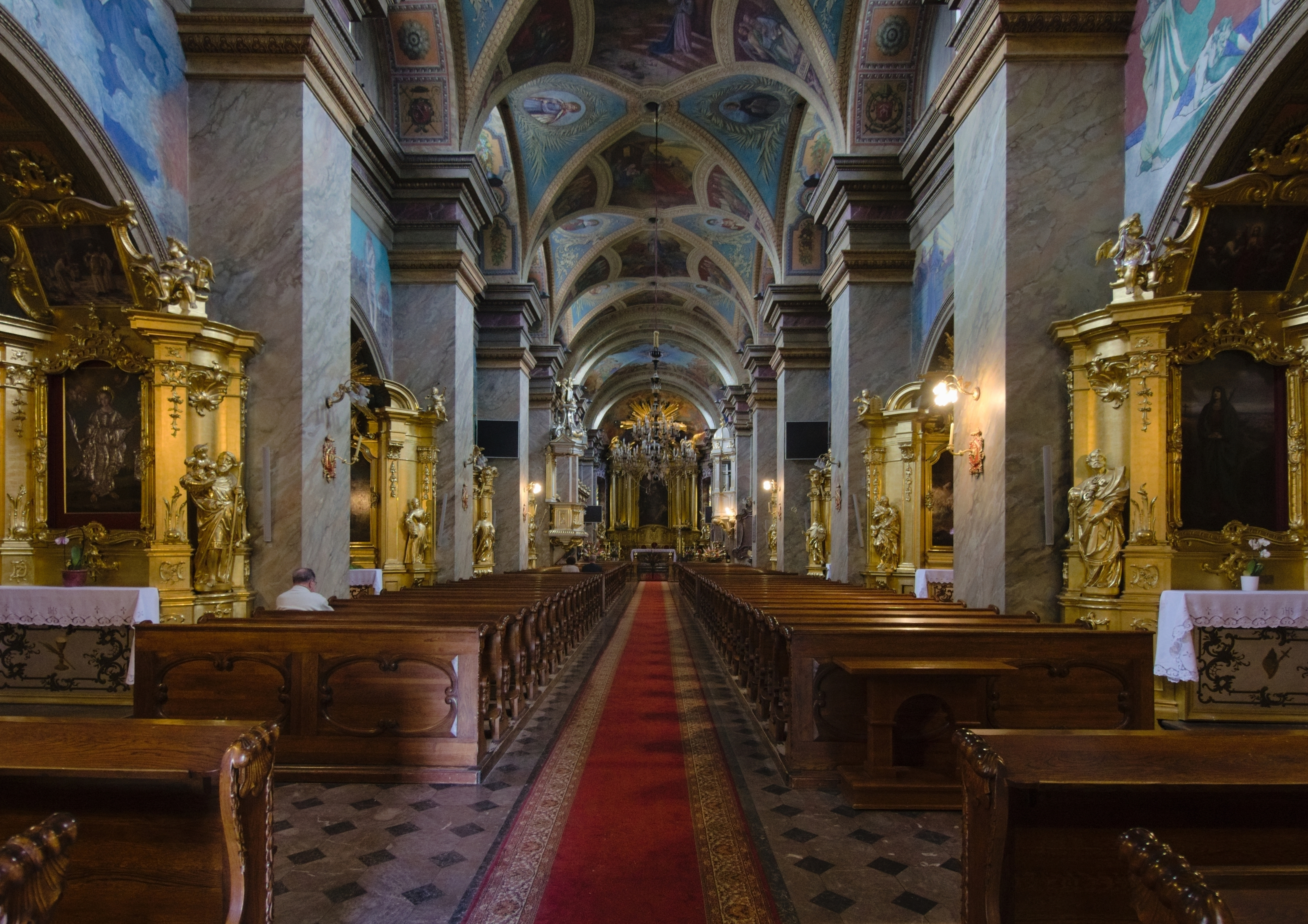
Wnętrze bazyliki (2022)
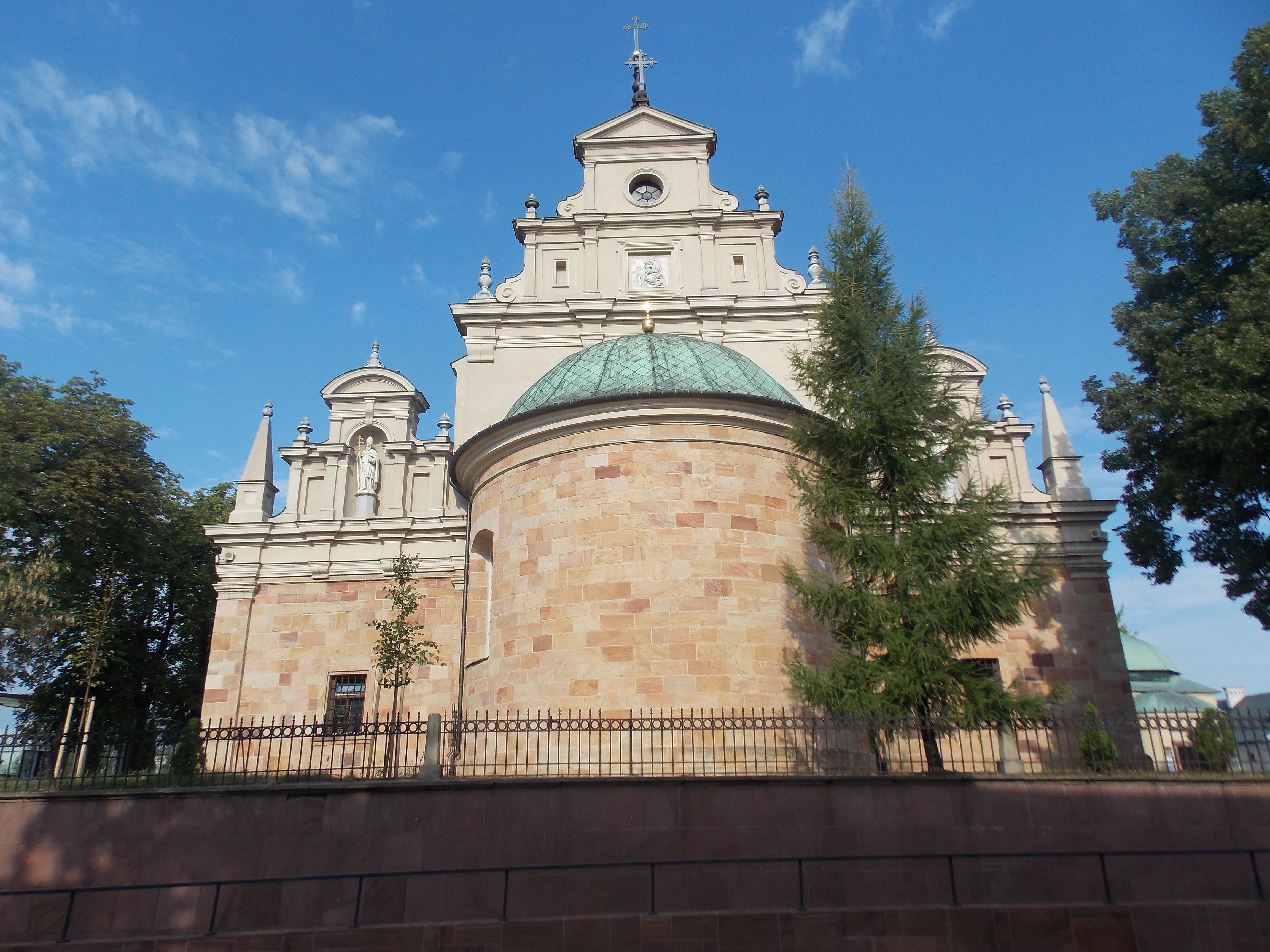
Absyda (2013)
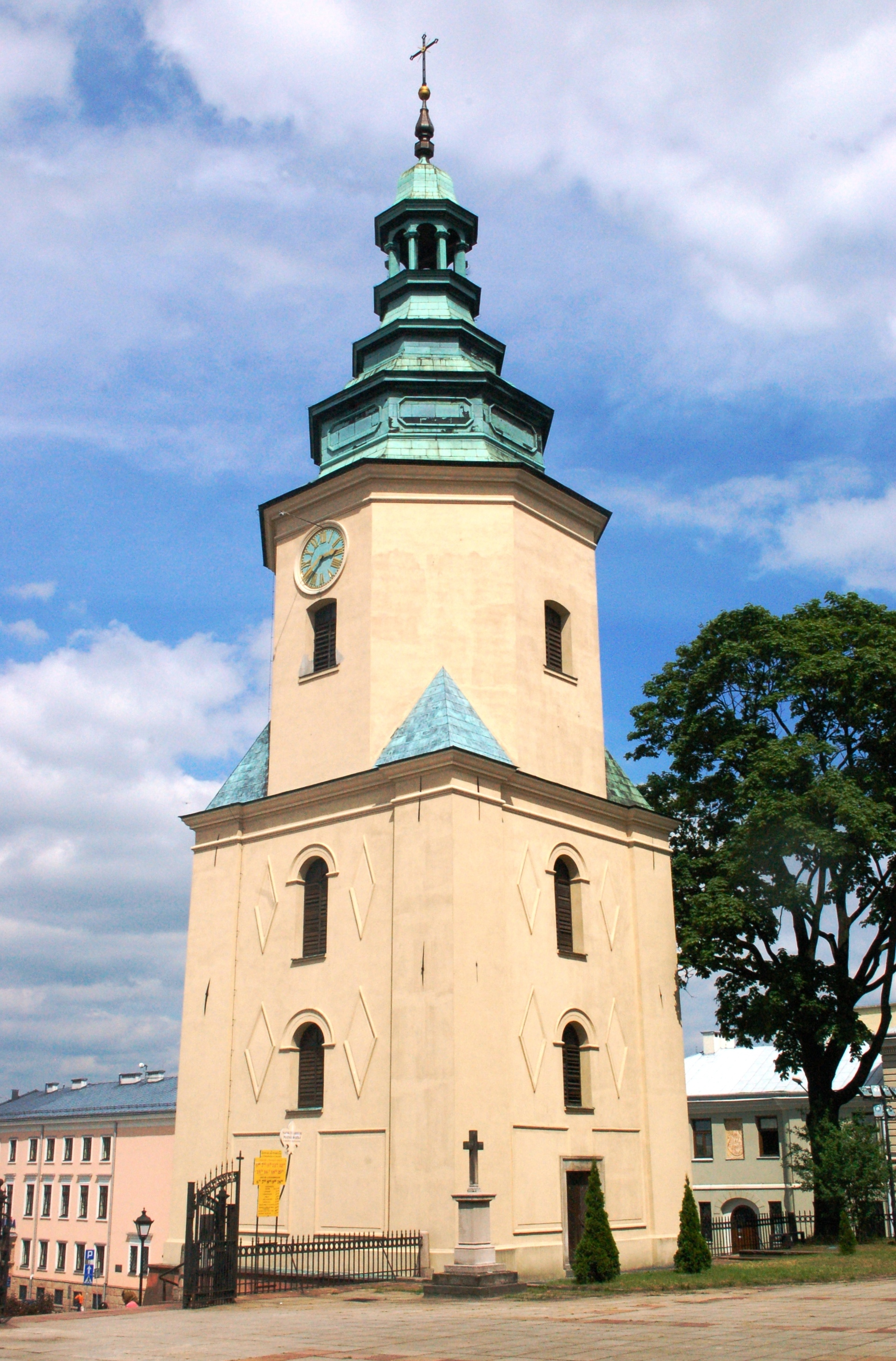
Dzwonnica (2010)
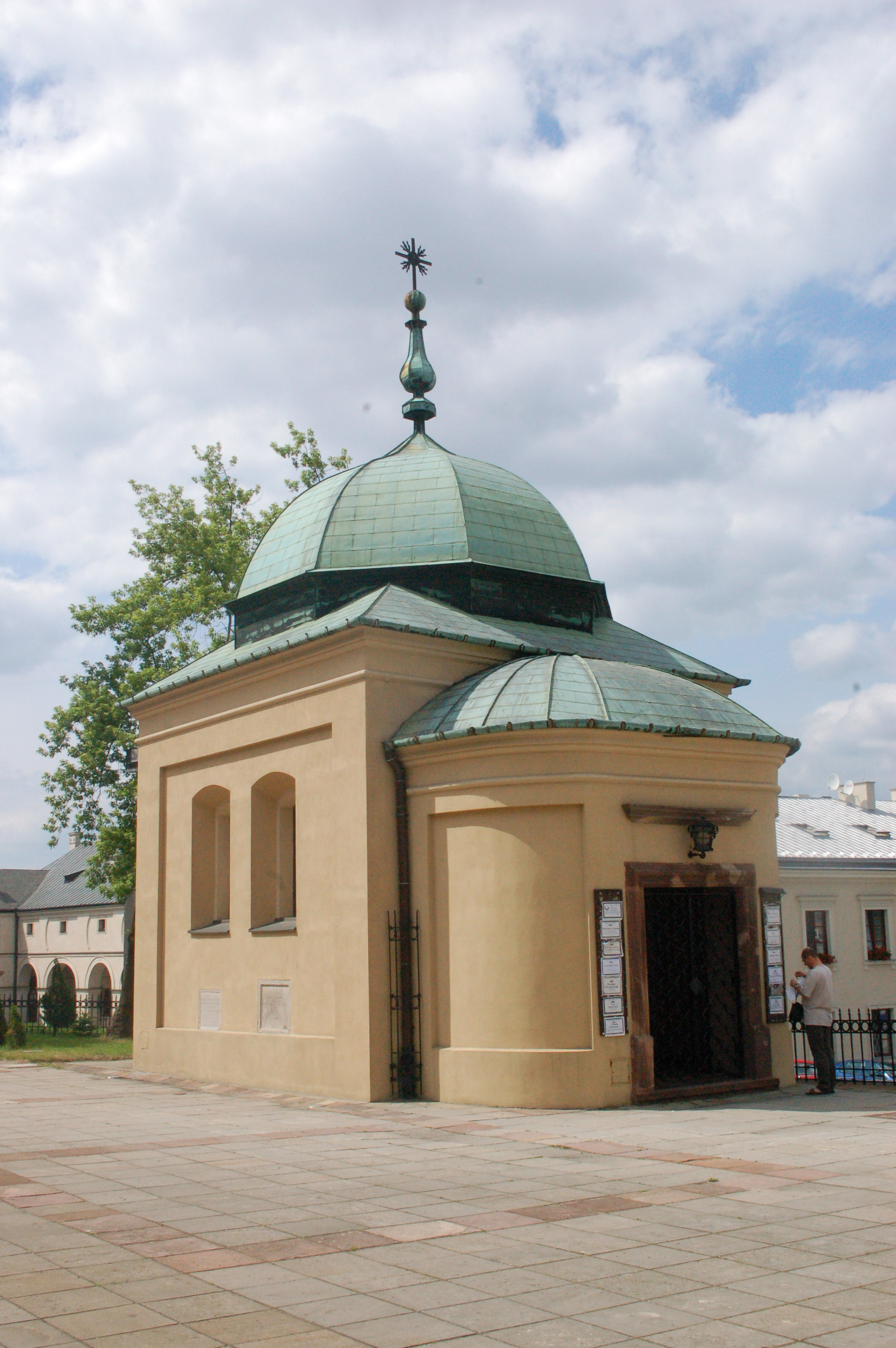
Kaplica ogrójcowa (2010)